# Kostel svatého Petra a Pavla (Ludvíkov pod Smrkem)
Kostel svatého Petra a Pavla v Ludvíkově pod Smrkem je gotická sakrální stavba z roku 1346.

## Historie
Během oprav kostela byl sice na jednom ze stropních oblouků poblíž oltáře objeven letopočet 1124, který by vznik kostela oddaloval do doby ještě o více než 100 let zpět, avšak podle historičky Olgy Novosadové se ve skutečnosti jedná o letopočet 1524, který je možná spojen s první větší přestavbou tohoto kostela. I tak je kostel považován za jednu z nejstarších staveb v okolí Nového Města pod Smrkem (samotná dnešní obec Ludvíkov pod Smrkem se prvně objevuje až v roce 1381 v urbáři (soupisu usedlostí a jejich obyvatel) zdejšího frýdlantského panství). Další přestavby a stavební úpravy probíhaly v letech 1643, 1743, 1791 až 1793, 1797, 1809, 1870, 1893 až 1894 a v roce 1907. Od roku 1966 je zařazen mezi nemovité kulturní památky.
V kostele nejsou pravidelně slouženy bohoslužby.

## Popis stavby
Kostel je jednolodní obdélníkovou stavbou se čtvercovým presbytářem a obdélníkovou sakristií umístěnou na jeho severní straně. Na severní straně kostela je také čtvercová předsíň a na západní straně kostela je hranolovitá věž s bedněným patrem. Presbytář je sklenut raně gotickou křížovou klenbou bez žeber. Loď, sakristie a předsíň mají strop plochý. Jen v částech pod věží je strop sklenut valenou klenbou.
V lodi kostela se nachází tříramenná dřevěná kruchta. Hlavní chrámový oltář je z doby okolo roku 1710 a v 19. století byl doplněn obrazem pocházejícím z téhož století. V lodi je též barokní socha sv. Jana Nepomuckého ze druhé poloviny 18. století. V předsíni je umístěna pozdně gotická kamenná křtitelnice ze 16. století a v sakristii kostela se nachází památník obětem první světové války.

### Varhany
V kostele se nacházely původní varhany z roku 1698, které roku 1782 opravoval Ambrož Augustin Tauchman z Vrchlabí. Posléze pro kostel zkonstruovala nový nástroj ve své liberecké pobočce firma Schuster ze Žitavy.
Dispozice varhan:
| I. manuál: |               |       |
| 1.         | Principal     | (8')  |
| 2.         | Hohlflöte     | (8')  |
| 3.         | Dolce         | (4')  |
| 4.         | Oktave        | (4')  |
| 5.         | Piccolo       | (2')  |
| 6.         | Manual Koppel | (16') |
| 7.         | Manual Koppel | (8')  |
| 8.         | Manual Koppel | (4')  |

| II. manuál: |              |      |
| 9.          | Gedackt      | (8') |
| 10.         | Gamba        | (8') |
| 11.         | Konzertflöte | (4') |

| Pedál: |              |       |
| 12.    | Subbaß       | (16') |
| 13.    | Oktavbaß     | (8')  |
| 14.    | Pedal Koppel | I.    |
| 15.    | Pedal Koppel | II.   |